# Normalteiler
Normalteiler sind im mathematischen Teilgebiet der Gruppentheorie betrachtete spezielle Untergruppen, sie heißen auch normale Untergruppen.
Ihre Bedeutung liegt vor allem darin, dass sie genau die Kerne von Gruppenhomomorphismen sind. Diese Abbildungen zwischen Gruppen ermöglichen es, einzelne Aspekte der Struktur einer Gruppe zu isolieren, um sie an der Bildgruppe in Reinform leichter studieren zu können.
Die Bezeichnung „…teiler“ bezieht sich darauf, dass sich aus einer Gruppe {\displaystyle G} und jedem ihrer Normalteiler {\displaystyle N} eine Faktorgruppe {\displaystyle G/N} bilden lässt. Diese Faktorgruppen sind homomorphe Bilder von {\displaystyle G}, und jedes homomorphe Bild von {\displaystyle G} ist zu einer solchen Faktorgruppe {\displaystyle G/N} isomorph.
Der französische Mathematiker Évariste Galois erkannte im 19. Jahrhundert als erster die Wichtigkeit des Konzeptes „Normalteiler“ für die Untersuchung nicht-kommutativer Gruppen. In seiner Theorie zur Lösung algebraischer Gleichungen, der so genannten Galoistheorie, ist die Existenz von Normalteilern einer Gruppe von Permutationen (Galoisgruppe) entscheidend für die Lösbarkeit der Gleichung durch Radikale.

## Satz und Definition
Es sei {\displaystyle N} eine Untergruppe der Gruppe {\displaystyle G}.
Ist {\displaystyle g} ein beliebiges Element von {\displaystyle G}, dann wird die Teilmenge
{\displaystyle gN:=\{gn\mid n\in N\}\subseteq G}
als linke Nebenklasse {\displaystyle gN} von {\displaystyle N} nach dem Element {\displaystyle g} von {\displaystyle G} bezeichnet.
Genauso erklärt man die rechte Nebenklasse von {\displaystyle N} nach dem Element {\displaystyle g} als
{\displaystyle Ng:=\{ng\mid n\in N\}\subseteq G}.
Für eine Untergruppe {\displaystyle N\subseteq G} sind folgende acht Aussagen paarweise äquivalent:
1. Für jedes {\displaystyle g\in G} gilt {\displaystyle gNg^{-1}=N}. (Man sagt auch: {\displaystyle N} ist invariant unter der Konjugation mit {\displaystyle g}.)
2. Für jedes {\displaystyle g\in G} und jedes {\displaystyle n\in N} gilt {\displaystyle gng^{-1}\in N}, das heißt {\displaystyle \forall g\in G\colon gNg^{-1}\subseteq N}.
3. Für jedes {\displaystyle g\in G} stimmt die linke mit der rechten Nebenklasse von {\displaystyle N} überein: {\displaystyle \forall g\in G\colon gN=Ng}.
4. Jede Linksnebenklasse ist auch Rechtsnebenklasse.[1]
5. Jede Rechtsnebenklasse ist auch Linksnebenklasse.[1]
6. Es gilt {\displaystyle G/N=N\backslash G}.[2]
7. {\displaystyle N} ist eine Vereinigung von Konjugationsklassen der Gruppe {\displaystyle G}.
8. Es existiert ein Gruppenhomomorphismus aus {\displaystyle G}, dessen Kern {\displaystyle N} ist.

Erfüllt eine Untergruppe {\displaystyle N} eine und damit jede der oben genannten Eigenschaften, so nennt man die Untergruppe normal oder einen Normalteiler, die Begriffe Normalteiler und normale Untergruppe sind gleichbedeutend.
Die Notation {\displaystyle N\vartriangleleft G} bedeutet „{\displaystyle N} ist Normalteiler von {\displaystyle G}“. Manche Autoren verwenden dafür auch {\displaystyle N\trianglelefteq G} und reservieren die Bezeichnung {\displaystyle N\vartriangleleft G} für den Fall, dass {\displaystyle N\not =G}.

## Beispiele
- Jede Untergruppe einer abelschen Gruppe ist Normalteiler der Gruppe und viele Aussagen über Normalteiler sind für abelsche Gruppen trivial.

- Jede Gruppe besitzt die sogenannten trivialen Normalteiler, nämlich die volle Gruppe selbst und die nur aus dem neutralen Element bestehende Eins-Untergruppe. Alle anderen Normalteiler heißen nicht-trivial. Es gibt Gruppen, die keine nicht-trivialen Normalteiler besitzen, diese heißen einfach. Beispiele sind die zyklischen Gruppen {\displaystyle \mathbb {Z} _{p}} mit einer Primzahl {\displaystyle p} oder als kleinstes nicht-kommutatives Beispiel die alternierende Gruppe A5. Siehe „Endliche einfache Gruppe“ für weitere Beispiele.

- Das Zentrum und die Kommutatorgruppe einer Gruppe sind stets Normalteiler.

- In der symmetrischen Gruppe S3{\displaystyle =\left\{e,d,d^{2},s_{1},s_{2},s_{3}\right\}} ist die dreielementige Untergruppe {\displaystyle N=\{e,d,d^{2}\}} ein Normalteiler. Die drei zweielementigen Untergruppen {\displaystyle \{e,s_{i}\}} sind keine Normalteiler.

- In einer topologischen Gruppe ist die Zusammenhangskomponente des neutralen Elementes ein abgeschlossener Normalteiler.

- Die Gruppe der inneren Automorphismen einer Gruppe ist stets ein Normalteiler in der vollen Automorphismengruppe.

## Bemerkungen
Die Normalteilerrelation ist nicht transitiv, das heißt, aus {\displaystyle A\vartriangleleft B} und {\displaystyle B\vartriangleleft C} folgt im Allgemeinen nicht {\displaystyle A\vartriangleleft C}. Ein Beispiel für diese Tatsache ist die alternierende Gruppe A4, die einen zur kleinschen Vierergruppe {\displaystyle V} isomorphen Normalteiler hat. Jede darin enthaltene zweielementige Untergruppe ist Normalteiler in {\displaystyle V}, nicht aber in {\displaystyle A_{4}}.
Eine Untergruppe ist genau dann Normalteiler in {\displaystyle G}, wenn ihr Normalisator ganz {\displaystyle G} ist. Eine Untergruppe ist immer Normalteiler in ihrem Normalisator.
Alle charakteristischen Untergruppen einer Gruppe sind Normalteiler der Gruppe, weil die Konjugation von Gruppenelementen ein Automorphismus ist. Die Umkehrung trifft im Allgemeinen nicht zu, so sind zum Beispiel die zweielementigen Untergruppen der kleinschen Vierergruppe normal, aber nicht charakteristisch.
Urbilder eines Normalteilers unter einem Gruppenhomomorphismus sind wieder Normalteiler. Bilder von Normalteilern sind im Allgemeinen nicht normal, wie etwa die Inklusionsabbildung einer Untergruppe, die nicht Normalteiler ist, zeigt. Die Bilder eines Normalteilers unter surjektiven Gruppenhomomorphismen sind aber wieder Normalteiler.
Eine Untergruppe von Index 2 ist immer ein Normalteiler.
Ist die Gruppe {\displaystyle G} endlich, gilt: Ist {\displaystyle U} eine Untergruppe und ist der Index von {\displaystyle U} gleich der kleinsten Primzahl, welche die Ordnung von {\displaystyle G} teilt, so ist {\displaystyle U} ein Normalteiler.

## Normalteiler, Gruppenhomomorphismen und Faktorgruppe

### Faktorgruppe
Die Nebenklassen eines Normalteilers {\displaystyle N} bilden mit dem Komplexprodukt eine Gruppe, die die Faktorgruppe {\displaystyle G/N} von {\displaystyle G} nach {\displaystyle N} heißt.
Die Faktorgruppe besteht also aus den Nebenklassen von {\displaystyle N}, das heißt {\displaystyle G/N=\{g\cdot N\mid g\in G\}}, und das Produkt zweier Nebenklassen ist als Komplexprodukt {\displaystyle (gN)\cdot (hN)=\{x\cdot y\mid x\in gN,y\in hN\}} definiert. Für einen Normalteiler {\displaystyle N} von {\displaystyle G} und beliebige Elemente {\displaystyle g,\,h} von {\displaystyle G} ist nämlich das Komplexprodukt zweier Nebenklassen wieder eine Nebenklasse, und zwar
{\displaystyle (gN)\cdot (hN)=(gh)N}.
Dies folgt aus der Gleichheit von Rechts- und Linksnebenklassen (s. o.):
{\displaystyle gN\cdot hN=g(Nh)N=g(hN)N=(gh)(NN)=(gh)N}.
Für eine Untergruppe, die kein Normalteiler ist, ist das Komplexprodukt zweier Links- (oder Rechts-) Nebenklassen im Allgemeinen keine Links- bzw. Rechtsnebenklasse.

### Kanonischer Homomorphismus
Ist {\displaystyle N\trianglelefteq G} ein Normalteiler, so ist die Abbildung
{\displaystyle \pi \colon G\to G/N,\quad g\mapsto g\cdot N},
die jedes Gruppenelement {\displaystyle g\in G} auf die Nebenklasse {\displaystyle gN} abbildet, ein Gruppenhomomorphismus von {\displaystyle G} in die Faktorgruppe {\displaystyle G/N}. Der Homomorphismus {\displaystyle \pi } ist surjektiv und der Kern ist gerade {\displaystyle N}. Man nennt diesen Gruppenhomomorphismus den kanonischen Homomorphismus {\displaystyle G\to G/N}.

### Kerne als Normalteiler
Der Kern {\displaystyle \operatorname {ker} (\varphi )} eines beliebigen Gruppenhomomorphismus {\displaystyle \varphi } ist stets ein Normalteiler der abgebildeten Gruppe.
Zur Verdeutlichung der Definitionen wird der Beweis hier ausgeführt. Sei
| {\displaystyle \varphi \colon G\to H}                                            | ein Gruppenhomomorphismus und                                                            |
| {\displaystyle \operatorname {ker} (\varphi ):=\{n\in G\mid \varphi (n)=e_{H}\}} | dessen Kern (mit {\displaystyle e_{H}} als dem neutralen Element von {\displaystyle H}). |

Dann ist für alle {\displaystyle g\in G} und {\displaystyle n\in \operatorname {ker} (\varphi )}
{\displaystyle \varphi (g\,n\,g^{-1})=\varphi (g)\;\varphi (n)\;\varphi (g^{-1})=\varphi (g)\,e_{H}\,\varphi (g^{-1})=\varphi (g)\,\varphi (g^{-1})=\varphi (g\;g^{-1})=\varphi (e_{G})=e_{H},}
also {\displaystyle g\,n\,g^{-1}\in \operatorname {ker} (\varphi )} und damit {\displaystyle \operatorname {ker} (\varphi )} ein Normalteiler in {\displaystyle G} nach Definition 2.
Zusammen mit den Überlegungen zum kanonischen Homomorphismus zeigen diese Überlegungen, dass die Normalteiler genau die Kerne von Gruppenhomomorphismen sind. Bei einer Gruppe entsprechen also Kongruenzrelationen genau den Normalteilern.
Zu diesem Themenkreis siehe auch „Homomorphiesatz“.

## Normalteiler- und Untergruppenverband
Die Normalteiler einer Gruppe {\displaystyle G} bilden ein Mengensystem, das sogar ein Hüllensystem ist. Dieses Hüllensystem ist ein vollständiger Verband, der Normalteilerverband. Hier bedeutet dies konkret:
1. Die Schnittmenge von Normalteilern von {\displaystyle G} ist ein Normalteiler,
2. Zu jeder Teilmenge {\displaystyle T} von {\displaystyle G} existiert ein eindeutig bestimmter kleinster Normalteiler {\displaystyle {\mathcal {N}}(T)}, der diese Menge enthält (Diese Operation {\displaystyle {\mathcal {N}}} ist hier die Hüllenoperation). Spezialfälle: Der triviale Normalteiler {\displaystyle \{e\}}, der nur das neutrale Element {\displaystyle e} der Gruppe enthält, ist {\displaystyle {\mathcal {N}}(\emptyset )}, {\displaystyle {\mathcal {N}}(G)=G} selbst ist Normalteiler. Hieraus folgt die Vollständigkeit des Verbandes.

Wie das modulare Gesetz von Dedekind zeigt, ist der Normalteilerverband ein modularer Unterverband des Untergruppenverbandes. Letzterer ist im Allgemeinen nicht modular, siehe dazu „Modulare Gruppe (M-Gruppe)“.

### Komplementäre Normalteiler und inneres direktes Produkt
Im Allgemeinen gibt es im Normalteilerverband keine Komplementärobjekte. Hat ein Normalteiler {\displaystyle N_{1}} jedoch ein Komplementärobjekt {\displaystyle N_{2}}, das heißt, gilt für die Normalteiler {\displaystyle N_{1}\cap N_{2}=\{e\}} und {\displaystyle {\mathcal {N}}(N_{1}\cup N_{2})=G}, dann ist die Gruppe {\displaystyle G} als (inneres) direktes Produkt dieser Normalteiler darstellbar: {\displaystyle G\cong N_{1}\times N_{2}}, das heißt, jedes Gruppenelement {\displaystyle g\in G} hat eine eindeutige Darstellung als Produkt {\displaystyle g=n_{1}\cdot n_{2}} von Elementen {\displaystyle n_{1}\in N_{1}} und {\displaystyle n_{2}\in N_{2}}. Umgekehrt ist jeder Faktor {\displaystyle H_{j}} eines (äußeren) direkten Produktes {\displaystyle G=H_{1}\times H_{2}\cdots \times H_{n}} (isomorph zu einem) Normalteiler der Produktgruppe {\displaystyle G} und das Produkt aus den übrigen Faktoren ist isomorph zu einem dazu komplementären Normalteiler.
Eine Verallgemeinerung dieser Aussage: Für zwei Normalteiler, die eine triviale Schnittmenge haben, d. h. {\displaystyle N_{1}\cap N_{2}=\{e\}}, gilt:
- Ihre Elemente kommutieren untereinander, ohne dass natürlich einer der beiden Normalteiler kommutativ sein müsste:

{\displaystyle n_{1}\cdot n_{2}=n_{2}\cdot n_{1}\quad {\text{falls}}\;n_{1}\in N_{1},\,n_{2}\in N_{2}}
- Ihr Supremum im Verband der Normalteiler stimmt mit ihrem Komplexprodukt überein, das wiederum zu ihrem (äußeren) direkten Produkt isomorph ist:

{\displaystyle {\mathcal {N}}(N_{1}\cup N_{2})=N_{1}\cdot N_{2}\cong N_{1}\times N_{2}}
Beide Aussagen treffen im Allgemeinen für Untergruppen, die keine Normalteiler sind, nicht zu. Zum Beispiel schneiden sich in der freien Gruppe über zwei Elementen {\displaystyle F=\langle a,b\rangle } die beiden unendlichen zyklischen Untergruppen {\displaystyle A=\langle a\rangle } und {\displaystyle B=\langle b\rangle } in der Einsgruppe. Die Gruppe {\displaystyle A\times B} (äußeres direktes Produkt) ist aber zu keiner Untergruppe von {\displaystyle F} isomorph. Das Komplexprodukt {\displaystyle A\cdot B} ist keine Untergruppe von {\displaystyle F}, da z. B. {\displaystyle ab\in A\cdot B} ist, aber {\displaystyle (ab)^{2}=abab\not \in A\cdot B}.

### Inneres semidirektes Produkt
Ist nur {\displaystyle N} ein Normalteiler und {\displaystyle H} eine nicht notwendig normale Untergruppe der Gruppe {\displaystyle G} und schneiden sich die beiden in der Einsgruppe, gilt also {\displaystyle N\cap H=\{e\}}, dann gilt:
- Das Komplexprodukt {\displaystyle U=N\cdot H} ist eine (nicht notwendig normale) Untergruppe von {\displaystyle G}.
- Jedes Element {\displaystyle u\in U} ist als Produkt {\displaystyle u=n\cdot h} von Elementen {\displaystyle n\in N} und {\displaystyle h\in H} eindeutig darstellbar.
- Natürlich ist der Normalteiler {\displaystyle N} von {\displaystyle G} stets normal in {\displaystyle U}. Die Untergruppe {\displaystyle H<U} ist genau dann normal in {\displaystyle U}, wenn die Elemente von {\displaystyle N} und {\displaystyle H} untereinander kommutieren (s. o.).

In der beschriebenen Situation ({\displaystyle N\vartriangleleft G,\;H<G,\;N\cap H=\{e\}}) bezeichnet man das Komplexprodukt {\displaystyle U=N\cdot H} als (inneres) semidirektes Produkt der Untergruppen {\displaystyle N} und {\displaystyle H}. Das äußere semidirekte Produkt besteht, wie in dem genannten Artikel ausgeführt, aus dem kartesischen Produkt zweier Gruppen (hier {\displaystyle N} und {\displaystyle H}) zusammen mit einem Homomorphismus {\displaystyle \theta \colon H\to \operatorname {Aut} (N)} von {\displaystyle H} in die Gruppe der Automorphismen von {\displaystyle N}. Das äußere semidirekte Produkt wird dann häufig als {\displaystyle A=N\rtimes _{\theta }H} geschrieben. Von den technischen Details interessiert in unserem Zusammenhang nur, dass durch {\displaystyle \theta } die Rechenregel (Relation)
{\displaystyle \left(e_{N},h\right)\cdot \left(n,e_{H}\right)=\left(\theta (h)(n),h\right)}
auf dem kartesischen Produkt {\displaystyle N\times H} eingeführt wird. Die Schreibweise {\displaystyle \theta (h)(n)} bedeutet hier, der Automorphismus {\displaystyle \theta (h)} wird auf {\displaystyle n} angewandt, es gilt hier wie im Folgenden immer {\displaystyle n\in N,h\in H}. Diese Rechenregel ermöglicht es, alle Produkte (durch Durchschieben der Elemente von {\displaystyle H} nach rechts) auf die Standardform {\displaystyle (n,e_{H})\cdot (e_{N},h)} zu bringen. In unserem Fall eines inneren Produkts entspricht dem die Rechenregel
{\displaystyle h\cdot n=h\cdot n\cdot \left(h^{-1}\cdot h\right)=\left(h\cdot n\cdot h^{-1}\right)\cdot h=\theta (h)(n)\cdot h},
das heißt, {\displaystyle H} operiert auf {\displaystyle N} durch Konjugation, {\displaystyle \theta (h)\in \operatorname {Aut} (N)} ist der durch diese Konjugation definierte Automorphismus des Normalteilers {\displaystyle N}. Im Sinne dieser Überlegungen ist das Komplexprodukt {\displaystyle U} (hier ein inneres semidirektes Produkt) isomorph zu dem äußeren semidirekten Produkt {\displaystyle A=N\rtimes _{\theta }H}.
Jedes direkte Produkt ist auch ein spezielles semidirektes, {\displaystyle U} wie hier beschrieben ist genau dann das (innere) direkte Produkt von {\displaystyle N} und {\displaystyle H}, wenn eine der folgenden, paarweise äquivalenten, Bedingungen zutrifft:
- {\displaystyle H\vartriangleleft U} (auch {\displaystyle H} ist ein Normalteiler des Produkts).
- {\displaystyle \forall n\in N\,\forall h\in H\colon \;nh=hn} (Elemente der beiden Faktorgruppen können in Produkten untereinander vertauscht werden, ohne dass sich der Wert des Produkts ändert).
- {\displaystyle \forall h\in H\colon \;\theta (h)=\operatorname {Id} _{N}} (Konjugation mit Elementen aus {\displaystyle H} lässt {\displaystyle N} punktweise fest).